# Uria Simango
Uria Timoteo Simango (* 15. März 1926; † zwischen 1979 und 1983) war ein mosambikanischer, protestantischer Pastor und führendes Mitglied der Befreiungsbewegung FRELIMO während des Befreiungskampfes gegen die portugiesische Kolonialherrschaft. Das genaue Datum seines Todes ist unbekannt, da er nach der Unabhängigkeit des Landes zusammen mit anderen mosambikanischen Dissidenten und seiner Frau Celina auf Anweisung der Regierung Samora Machels ohne Gerichtsverfahren exekutiert wurde. Uria Simango ist der Vater des Politikers Daviz Simango.

## Politischer Werdegang
Zur Zeit der portugiesischen Kolonialherrschaft in Mosambik in den 1950er Jahren war Uria Simango Mitglied der von W. E. B. Du Bois beeinflussten protestantischen Organisation Núcleo Negrófilo de Manica e Sofala, der es um Verbreitung von Bildung und protestantischer Religion ging. 1953 wurde die Organisation beschuldigt hinter einer Meuterei im Gebiet von Machanga und Mambone zu stehen und verboten. Etliche ihrer Mitglieder, darunter Simango wurden verbannt.
1962 war Simango eines der Gründungsmitglieder der mosambikanischen Befreiungsorganisation FRELIMO und Vize-Präsident von ihrer Gründung bis zum Zeitpunkt der Ermordung ihres ersten Chefs Eduardo Mondlane im Februar 1969. Simango folgte Mondlane als FRELIMOs Präsident. Die späten 1960er Jahre waren durch Fraktionskämpfe innerhalb der FRELIMO geprägt, die mehreren Parteimitgliedern das Leben kostete. Im Verlauf des Machtkampfes innerhalb der FRELIMO nach dem Tod Mondlanes wurde Simango als Präsident im April 1969 partiell entmachtet und mit ihm sowie Marcelino dos Santos und Samora Machel eine kurzzeitige kollektive Führung gebildet.
Das Triumvirat war jedoch nicht von großer Dauer, Simango wurde im November 1969 aus dem Zentralkomitee der Partei ausgeschlossen und die marxistisch orientierten Führungskräfte Samora Machel sowie Marcelino dos Santos erlangten die komplette Kontrolle innerhalb der Partei. Im April 1970 verließ Simango das Land Richtung Ägypten, zusammen mit anderen Dissidenten wie etwa Paulo Gumane (Frelimos Vize-Generalsekretär der Gründungsjahre). In Ägypten wurde er zum Führer einer kleineren Befreiungsbewegung für Mosambik, der COREMO.
Nach der portugiesischen Nelkenrevolution 1974 kehrte Simango nach Mosambik zurück und gründete die politische Partei PCN (Partido da Coalição Nacional, Nationale Koalitionspartei) in der Hoffnung, in freien Wahlen gegen FRELIMO erfolgreich zu sein. In der PCN sammelten sich weitere prominente ehemalige FRELIMO-Mitglieder und Dissidenten: Paulo Gumane und Adelino Gwambe (ebenfalls Gründungsmitglied von FRELIMO), der Priester Mateus Gwengere und Joana Simeão.

## Verhaftung und Exekution
Nach der Veröffentlichung eines kritischen Artikels unter der Überschrift „Düstere Situation in der FRELIMO“ wurde Simango aus der Partei ausgestoßen. Viele von den im Ausland lebenden Mosambikanern, die deswegen auch nicht am kriegerischen Dekolonisationskonflikt teilgenommen hatten, unterstützten seine kritische Sicht. Mit seinem Weggang verschwanden die Bestrebungen des schwarzen Nationalismus in der FRELIMO. Es setzten sich nun stärker solche Grundsätze durch, dass die Revolution sozialistisch, antikolonialistisch und antifaschistisch sei, aber nicht anti-weiß oder anti-portugiesisch.
1974, unmittelbar nach dem Abkommen zwischen der neuen portugiesischen Regierung und Frelimo über die Machtübergabe in Mosambik an die FRELIMO, kam es zu einem Aufstand weißer Siedler im damaligen Lourenço Marques (heute Maputo), die die Radiostation der Hauptstadt besetzten. Laut der umstrittenen Biografie Simangos von Barnabe Lucas Ncomo erschien auch Uria Simango in der Station und gab so seine Unterstützung des Aufstandes kund. Nach Niederschlagung des Aufstandes kam es zu einer Verhaftungswelle von FRELIMO-Kritikern und Simango floh nach Malawi, die FRELIMO ließ an seiner Stelle seine Frau Celina Simango verhaften. Malawis Präsident Hastings Banda lieferte Simango jedoch zusammen mit 11 anderen PCN-Aktivisten an die FRELIMO aus und er wurde in ihre Basis Nachingwea im südlichen Tansania gebracht.
Die neue portugiesische Regierung übergab die alleinige Macht an die FRELIMO und Mosambik errang am 25. Juni 1975 seine Unabhängigkeit. Die FRELIMO lehnte Mehrparteien-Wahlen ab und Samora Machel und Marcelino dos Santos wurden ohne Wahl zum Präsidenten bzw. Vizepräsidenten des Landes. Uria Simango wurde am 20. Mai 1975 in der FRELIMO-Basis in Nachingwea gezwungen, vor tausenden von FRELIMO-Kämpfern ein zwanzigseitiges öffentliches Bekenntnis abzulegen. Darin widerrief er seine Überzeugungen, klagte einige seiner Mitstreiter an, Agenten Portugals zu sein und selbst in die Ermordung Mondlanes verwickelt zu sein und bat um Umerziehung. Der Inhalt dieser Selbstanklage wird heute auch von FRELIMO-Vertretern nicht für wahr genommen. Das erzwungene Geständnis in portugiesischer Sprache ist erhalten und im Internet zu finden. Simango und die übrigen PCN-Führer erlangten ihre Freiheit nie wieder. Im November 1975, nach der Unabhängigkeit Mosambiks, wurde Simango in die FRELIMO-Basis M´telela in Mosambik gebracht. Simango, Gumane, Simeão, Gwambe, Gwengere und andere wurden heimlich an einem unbekannten Datum zwischen 1977 und 1980 liquidiert. Weder der Platz, an dem sie begraben wurden noch die Art ihrer Hinrichtung wurden jemals von den mosambikanischen Behörden enthüllt. Simangos Frau Celina Simango wurde getrennt von ihm irgendwann nach 1981 ebenfalls exekutiert, auch über ihren Tod wurden keine Details bekannt.

## Gründe für die Exekution Simangos
Simango wurde wahrscheinlich von der FRELIMO-Führung als mögliche, gefährliche Konkurrenz insbesondere nach der Gründung der Renamo gesehen.
Nur wenige Mitglieder des FRELIMO-Regimes von 1975 bis 1986 haben sich zum Tod Simangos öffentlich geäußert. Eine bemerkenswerte Ausnahme bildete Vize-Präsident Marcelino dos Santos in einem TV-Interview 2005, in dem er die Geheimhaltung der Exekution damit rechtfertigte, dass zu dieser Zeit in Mosambik ein Staat auf der Grundlage der Macht FRELIMOs aufgebaut worden war, man großes Vertrauen in die „Revolutionäre Justiz“ hatte, die während des bewaffneten Kampfes aufgebaut wurde, aber wusste, dass manche Leute wohl die Dinge (gemeint waren wohl die außergerichtlichen Exekutionen) nicht richtig verstehen würden. Gleichzeitig betonte er, dass sie (die Führung FRELIMOS) die Exekution Simangos und anderer nicht bedauerten, da dies ein Akt revolutionärer Gewalt gegen Verräter am mosambikanischen Volk gewesen sei.
Da es kein offizielles Gerichtsverfahren gab, blieb unklar, was der Anlass für den Vorwurf des Verrats gewesen war. Simangos Biograf Ncomo behauptet, dass dieser bei seiner Rückkehr nach Mosambik 1974 als Führer der PCN vorbereitende Gespräche mit weißen Siedlern geführt habe, um deren Unterstützung gegen eine Parteienherrschaft FRELIMOs zu gewinnen. Das klingt nach Gesprächen, wie sie mit dem Lancaster House Agreement zur selben Zeit in Simbabwe zu freien Wahlen geführt hatten. Dies wurde jedoch von Hardlinern der FRELIMO-Führung als Verrat angesehen.
Joana Simeão und Lazaro Kavandame, zwei der exekutierten politischen Gefangenen, hatten sich vor 1974 aus Furcht um ihr Leben den portugiesischen Autoritäten ergeben, nicht aber Simango, Gumane oder Gwengere, die nur zur konkurrierenden Befreiungsbewegung COREMO übergetreten waren. Noch unklarer ist der strategische Grund für die Exekution von Simangos Ehefrau Celina Simango, die keine führende politische Position innehatte, einige Jahre später 1982. Gemeinsam hatten die exekutierten Führer, dass sie Mitglieder der damaligen Oppositionspartei (PCN) waren, dass sie die Hegemonie FRELIMOs herausforderten und für Mehrparteien-Wahlen eintraten.
2004 wurde eine 400 Seiten starke Biografie Simangos des Studenten Barnabe Lucas Ncomo publiziert, die zu einer Diskussion über Simangos Tod in Mosambik führte. Nach etlichen Jahren Bürgerkrieg gegen die von Südafrika unterstützte Guerillabewegung RENAMO und Einparteien-Diktatur FRELIMOs fanden erst 1994, fast 20 Jahre nach Simangos Verhaftung, erstmals freie Wahlen in Mosambik statt. Uria Simangos Sohn Daviz Simango wurde 2008 zum Gründer der heute neben RENAMO wichtigsten Oppositionspartei Mosambiks, des Movimento Democrático de Moçambique (MDM).